# Макуа
Ма́куа (вамакуа, маква, макоане, нгуру) — народ южной части Африки, проживающий в Мозамбике, Малави, Танзании, ЮАР и Зимбабве.

## Место обитания
Народ группы банту в центральных районах Мозамбика (к югу от реки Луженда до низовьев реки Замбези) и в соседних районах Малави и Танзании. Макуа близки ломуе (западные макуа), нгулу (восточные макуа), чуабо. Этнонимы: макуа, вамакуа, маква, макоане, нгуру.

## Численность
В Мозамбике 6,9 млн человек, Малави 1,3 млн человек, Танзании 300 тыс. человек. Небольшие группы живут также в ЮАР (15 тыс. человек) и Зимбабве (25 тыс. человек). Общая численность 8 550 000 человек (Лукин 1998: 35).

## Язык
Имакуа (макуа); диалекты: медо, ломве.

## Религия
Сохраняют традиционные верования, есть мусульмане-сунниты и христиане, преимущественно католики. Во внутренних районах Мозамбика сохраняются культы духов природы (обряды вызывания дождя и т. п.), магия (Лукин 1998: 35).

## Традиционные хозяйственные занятия
Подсечно-огневое ручное земледелие (маниок, сорго, рис, бобовые, бананы), разведение мелкого рогатого скота и птицы, охота, рыболовство; большую роль играет отходничество на плантации, рудники и в города. Из ремёсел развиты резьба по дереву, плетение из волокон пальмы рафии с геометрическими узорами красного и чёрного цвета.

## Традиционная социальная организация
Макуа делились на родо-племенные группы с матрилатеральным счётом родства. Семья большая. Брак матрилокальный. Основу составляют деревенские общины (Лукин 1998: 36).

## Традиционное жилище
Большинство макуа живёт в небольших деревнях круговой планировки. Хижины круглые, с высокими коническими крышами из соломы и пальмовых листьев, хозяйственные постройки сплетены из веток и обмазаны глиной. В приморских районах распространены прямоугольные дома с двускатными крышами. Усадьбы обнесены глухими оградами. Часть макуа живёт в городах, занимается ремёслами и торговлей.

## Традиционная одежда
Заимствована у суахили: галабея, штаны, сандалии и орнаментированная хлопчатобумажная шапка — у мужчин, яркая накидка и длинное платье — у женщин (Лукин 1998: 36). В сельской местности — одежда из одного куска одноцветной ткани, прикрывающей тело от пояса до колен, у мужчин и двух кусков (поясного и нагрудного) — у женщин.

## Традиционная пища
Растительная (каши из дроблёных зёрен с овощной подливкой), рыба.